# Association caritative
 (décembre 2020).

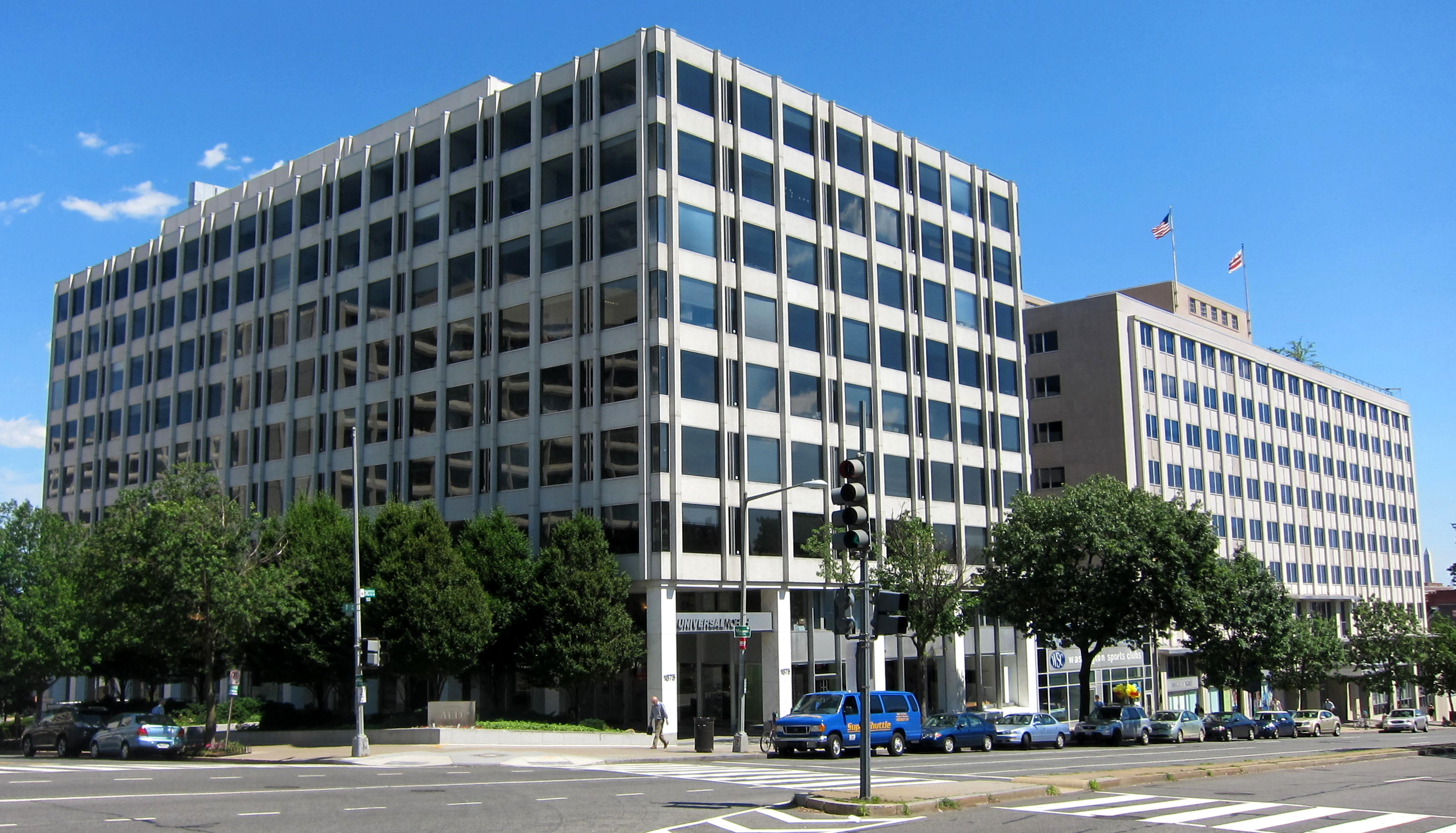
Bureaux de l'American Cancer Society, une association caritative, à Washington.

Une association caritative est une association à but non lucratif dont l'objectif est de porter secours et assistance aux personnes. Les définitions légales d'association caritative sont très variables selon les pays. Dans certains, elle obéit à certains critères très précis que doivent vérifier les associations. Dans d'autres, la notion même d'association caritative n'existe pas, ce sont alors les associations elle-même qui s'auto-proclament caritatives.
Le terme caritatif est un néologisme créé dans la deuxième moitié du XXe siècle à partir du concept chrétien de charité pour désigner de façon laïque les oeuvres de miséricorde. 
Les associations caritatives se regroupent parfois au niveau international dans des organisations (par exemple des organisations non gouvernementales).

## Amérique du Nord

### Canada
Une « fondation de bienfaisance » est une société ou une fiducie constituée et administrée exclusivement à des fins de bienfaisance, dont aucun revenu n’est payable à un propriétaire, membre, actionnaire, fiduciaire ou auteur de la fiducie ou de la société ou ne peut par ailleurs être disponible pour servir au profit personnel de ceux-ci, et qui n’est pas une œuvre de bienfaisance. Les dons faits à ces « organismes de bienfaisance » bénéficient d'une exemption d'impôt en vertu de l'article 149.1 de la Loi de l’impôt sur le revenu. Le gouvernement du Canada référence actuellement[Quand ?] plus de 85 800 organismes de bienfaisance.

### États-Unis
Aux États-Unis, il existe des différences de législation entre les associations caritatives publiques et privées.

## Europe
L'Union européenne reconnaît au tissu associatif un rôle très important autant en complément des actions gouvernementales, qu'en terme éducatif (éducation à la citoyenneté). Cependant, elle n'a pas encore donné une définition légale au terme d'association caritative et laisse chaque pays de l'Union le définir à sa guise. On trouve ainsi des associations dites d'utilité publique, des associations caritatives, des associations agréées ou reconnues. L'intérêt légal de l'association caritative est de pouvoir bénéficier de certains avantages fiscaux. Certains legs sont exonérés de taxes et les dons peuvent donner lieu à déduction fiscale. Mais la reconnaissance de l'État offre aussi une garantie de sérieux de l'association et lui octroie une certaine consécration. 

### Allemagne
Des avantages fiscaux sont attribuées à des associations reconnues d'utilité publique. D'après le code des impôts, est reconnue d'utilité publique toute association dont les statuts et les actions sont inspirés par l'altruisme et l'intérêt général.

### Belgique
Le statut d'Association sans but lucratif (ASBL) a été introduit dans le droit belge en 1921 et modifié en 2002. Plus de 90 000 ASBL sont enregistrées. Il existe également plus de 300 Fondations. Chaque ASBL ou fondation n'est pas pour autant caritative. Une partie d'entre elles (env. 1 800) sont reconnues implicitement comme caritatives, grâce à un agrément du Ministre des Finances à délivrer des attestations fiscales pour des dons de minimum 40 €.

### Danemark
Pas de définition légale mais un agrément accordé par décret par les autorités fiscales à certaines associations à vocation charitable. Cet agrément leur permet d'être exonéré des droits de succession et de bénéficier d'avantages fiscaux.

### Espagne
Certaines associations peuvent être reconnues d'utilité publique par le conseil des ministres sur proposition du ministre de l'intérieur. Il faut pour cela respecter certains critères (fin d'intérêt général, surveillance des comptes, attribution de plus de 70 % des revenus à l'objectif caritatif) définis par la loi sur les associations de 1964.

### France
Le terme d'association caritative n'existe pas au niveau légal. Ce qui s'en rapproche le plus est celui d'association d'utilité publique. Cette reconnaissance reste un pouvoir discrétionnaire de l'État. Plusieurs formes d'associations existent.

### Grèce
Pas de définition légale mais des privilèges fiscaux sont accordés à certaines associations philanthropiques, religieuses, sociales, artistiques ou éducatives. L'habilitation est octroyé par le contrôleur des impôts.

### Irlande
Pour être reconnue association caritative, l'association doit remplir certains critères (finalités éducative, religieuse ou charitable, surveillance des comptes par l'inspection des impôts, pas de salaire aux dirigeants).

### Luxembourg
Le statut d'association d'intérêt général est attribué à certaines associations qui en font la demande auprès du ministère de la justice et qui respecte certains critères (finalités philanthropiques, religieuses, scientifiques, artistiques, pédagogiques..). Le statut est octroyé par décret.

### Royaume-Uni
Au Royaume-Uni,  le statut d'organisme de bienfaisance est un privilège juridique et financier accordé par le Parlement. Début 2005, il existait plus de 200 000 associations caritatives (charities) officiellement déclarées. Les dons faits par les particuliers à ces associations sont encouragés par le dispositif fiscal de Gift Aid. Ces organismes n'ont théoriquement pas le droit d'avoir des actions politiques, et ils peuvent être contrôlé et sanctionné (par des amendes) par la « Charity Commission » s'ils ne respectent pas certaines règles. Les données de la « Charity Commission » sont - sauf indication contraire -  disponibles en ligne sous licence ouverte Open Government Licence v3.0.

### Sources
- [PDF] Rapport de la commission sur la promotion du rôle des associations et fondations en Europe
- Registre national des associations françaises